# Eleccions legislatives luxemburgueses de 1848
El 28 de setembre de 1848 es van realitzar unes eleccions generals a Luxemburg. Aquestes foren les primeres eleccions directes de la història a la Cambra de Diputats. Els Liberals Doctrinaris, que havien estat al poder des del 1841, van perdre les eleccions contra els Liberals progressistes i els Catòlics, que estaven a favor de la nova constitució.
Aquestes eleccions foren les primeres a celebrar-se després que la nova llei electoral s'hagués aprovat el passat 23 de juliol d'aquell anu, que havia establert unes eleccions directes i secretes. També havia reduït el límit adquisitiu que permetia el vot de 10 florins a 10 francs. Tot i que aquesta acció va ampliar el nombre de votants de 5.000 a 9.868 persones, el 95% de la població de Luxemburg seguia sense poder participar-hi. També foren les primeres eleccions celebrades sota la nova constitució de 1848, que es basava en la Constitució belga i introduïa un sistema parlamentari dins d'un sistema de monarquia constitucional, limitant els poders del Gran Duc.
Tot i que els Liberals progressistes i els Catòlics van aconseguir una majoria dels escons, l'ascens al tron de Guillem III el 1849 va reduir el seu poder. Guillem s'oposava a la constitució de 1848, va donar suport als Liberals doctrinaris i va promoure la restauració del poder absolut de la monarquia.